# هيو مونتجومري
هيو مونتجومري (بالإنجليزية: Hugh Montgomery)‏ (6 مايو 1880 بأمبالا في الهند - 10 ديسمبر 1920 في جمهورية أيرلندا) هو ضابط ولاعب كريكت بريطاني (وحمل سابقاً جنسية المملكة المتحدة لبريطانيا العظمى وأيرلندا). لعب مع نادي مقاطعة سومرست للكريكت ‏ ونادي مارليبون للكريكت ‏.